# Timandra
Pour les articles homonymes, voir Timandra (homonymie).
Genre
Le genre Timandra comprend des lépidoptères (papillons) de la famille des Geometridae, de la sous-famille des Sterrhinae.

## Liste d'espèces
Selon BioLib (11 janv. 2014)
- Timandra apicirosea (Prout, 1935)
- Timandra comae A. Schmidt, 1931
- Timandra comptaria (Walker, 1863)
- Timandra dichela (Prout, 1935)
- Timandra griseata W. Petersen, 1902
- Timandra paralias (Prout, 1935)
- Timandra recompta (Prout, 1930)
- Timandra rectistrigaria (Eversmann, 1851).

## Espèces rencontrées en Europe
Selon Fauna Europaea (11 janv. 2014)
- Timandra comae Schmidt, 1931 - la Timandre aimée ou la phalène anguleuse
- Timandra griseata Petersen, 1902
- Timandra rectistrigaria (Eversmann, 1851)